# Бураево
Бура́ево (баш. Борай) — село в Республике Башкортостан, административный центр Бураевского района и Бураевского сельсовета.

## Название
Ойконим связан с именем башкира-вотчинника Бурая Ергозина.

## География
Расположено в 150 км северо-западнее Уфы, при р. Сару (приток реки Быстрый Танып (приток Белой), в 152 км к северу от г. Уфы и 68 км к юго-востоку от ж.-д. ст. Янаул.

## История
Село образовано в 1610 году. Основано башкирами Ельдякской волости Осинской дороги на собственных землях. Известно с начала 17 в..
В 1795 году в селе проживало 713 человек, а в 1865 году — 2 682 человека. Население села занимались земледелием, скотоводством и пчеловодством. В селе находилось волостное правление, было 4 мечети, 5 училищ, 4 мельницы, 40 лавок; проводились ярмарки.
В 1906 году в Бураево были учтены 6 мечетей, 4 медресе, русско-башкирская школа, 3 водяные мельницы, галантерейная, мануфактурная и 20 бакалейных лавок, хлебозапасный магазин, библиотека-читальня, фельдшерский пункт, почтово-телеграфное отделение.
Весной 1918 года вспыхнуло Бураевское восстание. В середине марта 1918 года жители села Бураева арестовали членов Бураевского волостного совета и провозгласили образование Бураевского башкирского кантонства. Восставшими был образован орган самоуправления — Бураевский башкирский национальный совет, а также сформирован вооружённый отряд для борьбы против большевиков. В соседние волости участниками восстания были разосланы агитаторы с призывом о поддержке. 18 апреля 1918 года в Бураевский башкирский национальный совет (шуро) провозгласил территорию своей и семи соседних волостей Бураевским башкирским автономным районом, входящим в состав Башкурдистана на правах 10-го Бураевского кантона.

## Население
| 1939  | 1959    | 1970  | 1979  | 1989  | 2002  | 2009    |
| ----- | ------- | ----- | ----- | ----- | ----- | ------- |
| 3964  | ↘3696   | ↗5057 | ↗6886 | ↗7686 | ↗8946 | ↗10 558 |
| 2010  | 2021    |       |       |       |       |         |
| ↘9522 | ↗10 752 |       |       |       |       |         |

Национальный состав
Большинство — башкиры (85 %).
Остальные — русские, татары, удмурты (15 %).
Согласно переписи 2020 года, преобладающая национальность — башкиры (70,2 %), татары (25,1 %), русские (1,7 %).

## Известные уроженцы
- Хамитов, Шарафутдин Юсупович — один из руководителей Бураевского восстания.
- Ахмеров, Касим Закирович (1900—1969) — башкирский языковед, доктор филологических наук (1963), профессор (1965).
- Владимир Николаевич Лобов (р. 1935) — советский военачальник, генерал армии
- Майский, Сахип Нурлугаянович (1901—1942) — командир батальона 674-го стрелкового полка 150-й стрелковой дивизии 13-й армии, капитан, один из первых уроженцев Башкирии, удостоенных высшей степени отличия СССР — звания Герой Советского Союза.
- Муслим Марат (наст. имя — Минимулла Набиуллович Муслимов) (1909—1975) — башкирский поэт, член Союза писателей Башкирской АССР (1935).
- Султанов, Айрат Хамитович (род. 28 января 1962 года) — артист Туймазинского государственного татарского драматического театра, народный артист РБ (2012).

## Инфраструктура
Действуют гимназия, 2 средние школы, детская школа искусств, 4 детсада, центральные районные больница и библиотека, Центр детского творчества, ДЮСШ, Дом культуры, детская библиотека, историко-краеведческий музей, 2 мечети.

## Транспорт
Село стоит на автомобильных дорогах Уфа—Бирск—Янаул, Дюртюли—Бураево, Бураево—Старобалтачево—Куеда (Пермская область).

## Религия
Мечети
- Мечеть N 1
- Мечеть N 2
- Мечеть Тарихи — памятник истории и архитектуры